# Віктор фон Ревентлов-Крімініль
Граф Фрідріх Віктор Людвіг Карл Курт фон Ревентлов-Крімініль (нім. Friedrich Victor Ludwig Carl Curt Graf von Reventlow-Criminil; 5 травня 1916, Шарлоттенбург, Німецька імперія — 27 червня 1992, Мейсон, США) — німецький офіцер і політик данського походження, капітан-лейтенант крігсмаріне.

## Біографія
Представник гольштейн-мекленбурзької гілки данського знатного роду Ревентлов. Син камергера Мекленбург-Стреліцьких герцогів графа Адольфа Сесіля фон Ревентлов-Крімініль і його дружини-іспанки Аліси Ліліани, уродженої графині Ойос.
1 січня 1935 року вступив в НСДАП, 3 квітня 1936 року — на флот. З 13 квітня по 16 червня 1944 року — командир підводного човна U-1017. В липні-вересні 1944 року — командир 415-ї флотилії K-Verbände. З вересня 1944 по травень 1945 року служив в командуванні K-Verbände, в штабі K-Verbände «Північ» і в диверсійних частинах.
Після війни став фермером. В 1945/47 роках — бургомістр Глюксбурга. В 1946/50 роках — член ландтагу Шлезвіг-Гольштейну від Союзу південношлезвізьких виборців. В 1946 році був наймолодшим членом ландтагу, з 12 червня по 20 серпня — стажер фракції ХДС. Ревентлов був членом перших федеральних зборів, які 12 вересня 1949 року обрали Теодора Гойса першим президентом ФРН. В 1953 році емігрував в Канаду. В 1961 році подав заявку на отримання американського патенту на індикатор складу бетону. Пізніше переїхав у США.

## Звання
- Кандидат в офіцери (3 квітня 1936)
- Морський кадет (10 вересня 1936)
- Фенріх-цур-зее (1 травня 1937)
- Лейтенант-цур-зее (1 жовтня 1939)
- Оберлейтенант-цур-зее (1 жовтня 1940)
- Капітан-лейтенант (1 вересня 1943)